# Gondreville, Meurthe-et-Moselle
Gondreville là một xã của tỉnh Meurthe-et-Moselle, thuộc vùng Grand Est, đông bắc nước Pháp. Xã này nằm ở khu vực có độ cao trung bình 200 mét trên mực nước biển.
Khu vực này đã là một căn cứ của Không lực Hoa Kỳ trong thế chiến 1.